# Snowboarding na Zimowych Igrzyskach Olimpijskich 2014 – slopestyle kobiet
Slopestyle kobiet – jedna z konkurencji rozgrywanych w ramach snowboardingu na Zimowych Igrzyskach Olimpijskich 2014. Był to debiut tej konkurencji na igrzyskach. Zawodniczki o medale olimpijskie rywalizowały 8 lutego na trasie Rosa Style w Ekstrim-park Roza Chutor położonym w Krasnej Polanie.
Złoty medal olimpijski zdobyła Amerykanka Jamie Anderson. Drugie miejsce zajęła Finka Enni Rukajärvi, a trzecie Brytyjka Jenny Jones.

## Terminarz
| Data     | Konkurencja  | Godzina rozpoczęcia | Godzina rozpoczęcia |
| Data     | Konkurencja  | Czas CET            | Czas lokalny        |
| -------- | ------------ | ------------------- | ------------------- |
| 6 lutego | Kwalifikacje | 11:00               | 14:00               |
| 9 lutego | Półfinał     | 7:30                | 10:30               |
| 9 lutego | Finał        | 10:15               | 13:15               |

## Wyniki

### Kwalifikacje
Bezpośrednio do finału zakwalifikowały się cztery najlepsze zawodniczki z obydwu grup. Pozostałe zawodniczki automatycznie zostały przeniesione do półfinału.
| Pozycja | Grupa | Nr | Zawodniczka      | Reprezentacja     | Zjazdy | Zjazdy | Najlepszy | Uwagi |
| Pozycja | Grupa | Nr | Zawodniczka      | Reprezentacja     | 1      | 2      | Najlepszy | Uwagi |
| ------- | ----- | -- | ---------------- | ----------------- | ------ | ------ | --------- | ----- |
| 1.      | 1     | 5  | Isabel Derungs   | Szwajcaria        | 82,50  | 87,50  | 87,50     | QF    |
| 2.      | 1     | 11 | Torah Bright     | Australia         | 85,25  | 80,00  | 85,25     | QF    |
| 3.      | 1     | 4  | Spencer O’Brien  | Kanada            | 82,75  | 65,00  | 82,75     | QF    |
| 4.      | 1     | 8  | Enni Rukajärvi   | Finlandia         | 79,00  | 23,75  | 79,00     | QF    |
| 5.      | 1     | 1  | Jenny Jones      | Wielka Brytania   | 74,25  | 21,75  | 74,25     |       |
| 6.      | 1     | 10 | Rebecca Torr     | Nowa Zelandia     | 70,75  | 33,75  | 70,75     |       |
| 7.      | 1     | 6  | Christy Prior    | Nowa Zelandia     | 67,50  | 70,50  | 70,50     |       |
| 8.      | 1     | 9  | Stefi Luxton     | Nowa Zelandia     | 59,75  | 34,25  | 59,75     |       |
| 9.      | 1     | 3  | Sina Candrian    | Szwajcaria        | 58,25  | 36,50  | 58,25     |       |
| 10.     | 1     | 7  | Aimee Fuller     | Wielka Brytania   | 44,50  | 39,00  | 44,50     |       |
| 11.     | 1     | 12 | Shelly Gotlieb   | Nowa Zelandia     | 18,00  | 30,75  | 30,75     |       |
| 12.     | 1     | 2  | Kjersti Buaas    | Norwegia          | 12,50  | 17,75  | 17,75     |       |
| 1.      | 2     | 14 | Anna Gasser      | Austria           | 89,50  | 95,50  | 95,50     | QF    |
| 2.      | 2     | 18 | Jamie Anderson   | Stany Zjednoczone | 93,50  | DNS    | 93,50     | QF    |
| 3.      | 2     | 20 | Elena Könz       | Szwajcaria        | 86,25  | 38,00  | 86,25     | QF    |
| 4.      | 2     | 22 | Karly Shorr      | Stany Zjednoczone | 45,00  | 84,75  | 84,75     | QF    |
| 5.      | 2     | 17 | Šárka Pančochová | Czechy            | 77,75  | 33,75  | 77,75     |       |
| 6.      | 2     | 16 | Jenna Blasman    | Kanada            | 60,25  | 51,50  | 60,25     |       |
| 7.      | 2     | 23 | Jessika Jenson   | Stany Zjednoczone | 34,00  | 58,50  | 58,50     |       |
| 8.      | 2     | 15 | Silje Norendal   | Norwegia          | 31,00  | 39,00  | 39,00     |       |
| 9.      | 2     | 19 | Cheryl Maas      | Holandia          | 18,00  | 31,25  | 31,25     |       |
| 10.     | 2     | 21 | Merika Enne      | Finlandia         | 17,00  | DNS    | 17,00     |       |
| 11.     | 2     | 13 | Ty Walker        | Stany Zjednoczone | 1,00   | DNS    | 1,00      |       |

### Półfinał
Do finału zakwalifikowały się cztery najlepsze zawodniczki.
| Pozycja | Nr | Zawodniczka      | Reprezentacja     | Zjazdy | Zjazdy | Najlepszy | Uwagi |     |
| Pozycja | Nr | Zawodniczka      | Reprezentacja     | 1      | 2      | Najlepszy | Uwagi |     |
| ------- | -- | ---------------- | ----------------- | ------ | ------ | --------- | ----- | --- |
| 1.      | 17 | Šárka Pančochová | Czechy            | 90,50  | 22,50  | 90,50     | QF    |     |
| 2.      | 3  | Sina Candrian    | Szwajcaria        | 84,25  | 81,50  | 84,25     | QF    |     |
| 3.      | 1  | Jenny Jones      | Wielka Brytania   | 82,25  | 83,25  | 83,25     | QF    |     |
| 4       | 15 | Silje Norendal   | Norwegia          | 16,75  | 78,75  | 78,75     | QF    |     |
| 5       | 23 | Jessika Jenson   | Stany Zjednoczone | 72,00  | 50,50  | 72,00     |       |     |
| 6.      | 13 | Ty Walker        | Stany Zjednoczone | 66,00  | 43,75  | 66,00     |       |     |
| 7.      | 12 | Shelly Gotlieb   | Nowa Zelandia     | 63,25  | 33,75  | 63,25     |       |     |
| 8.      | 9  | Stefi Luxton     | Nowa Zelandia     | 18,25  | 60,35  | 60,35     |       |     |
| 9.      | 7  | Aimee Fuller     | Wielka Brytania   | 33,75  | 37,50  | 37,50     |       |     |
| 10.     | 10 | Rebecca Torr     | Nowa Zelandia     | 27,25  | 32,50  | 32,50     |       |     |
| 11.     | 16 | Jenna Blasman    | Kanada            | 32,25  | 10,50  | 32,25     |       |     |
| 12.     | 19 | Cheryl Maas      | Holandia          | 30,75  | 14,75  | 30,75     |       |     |
| –       | 6  | Christy Prior    | Nowa Zelandia     | DNS    | DNS    | DNS       | DNS   | DNS |
| –       | 2  | Kjersti Buaas    | Norwegia          | DNS    | DNS    | DNS       | DNS   | DNS |
| –       | 21 | Merika Enne      | Finlandia         | DNS    | DNS    | DNS       | DNS   | DNS |

### Finał
| Pozycja | Nr | Zawodniczka      | Reprezentacja     | Zjazdy | Zjazdy | Najlepszy wynik |
| Pozycja | Nr | Zawodniczka      | Reprezentacja     | 1      | 2      | Najlepszy wynik |
| ------- | -- | ---------------- | ----------------- | ------ | ------ | --------------- |
| 01 !    | 18 | Jamie Anderson   | Stany Zjednoczone | 80,75  | 95,25  | 95,25           |
| 02 !    | 8  | Enni Rukajärvi   | Finlandia         | 73,75  | 92,50  | 92,50           |
| 03 !    | 1  | Jenny Jones      | Wielka Brytania   | 73,00  | 87,25  | 87,25           |
| 4.      | 3  | Sina Candrian    | Szwajcaria        | 77,25  | 87,00  | 87,00           |
| 5.      | 17 | Šárka Pančochová | Czechy            | 86,25  | 20,00  | 86,25           |
| 6.      | 22 | Karly Shorr      | Stany Zjednoczone | 39,00  | 75,00  | 75,00           |
| 7.      | 11 | Torah Bright     | Australia         | 64,75  | 66,25  | 66,25           |
| 8.      | 5  | Isabel Derungs   | Szwajcaria        | 58,50  | 15,25  | 58,50           |
| 9.      | 20 | Elena Könz       | Szwajcaria        | 24,50  | 54,50  | 54,50           |
| 10      | 14 | Anna Gasser      | Austria           | 49,00  | 51,75  | 51,75           |
| 11.     | 15 | Silje Norendal   | Norwegia          | 49,50  | 32,00  | 49,50           |
| 12.     | 4  | Spencer O’Brien  | Kanada            | 30,00  | 35,00  | 35,00           |